# Nana Alekszandria
Nana Alekszandria (grúzul: ნანა ალექსანდრია, oroszul: На́на Гео́ргиевна Алекса́ндрия (Nana Georgijevna Alekszandrija), a nemzetközi szakirodalomban Nana Alexandria, korábban a magyar sajtóban az oroszból vett átírás alapján gyakran Nana Alekszandrija), (Poti, 1949. október 13. –) szovjet, grúz női sakkozó, női nemzetközi nagymester, kétszeres világbajnoki döntős (1975, 1981), hatszoros sakkolimpia bajnok csapatban, négyszeres egyéni sakkolimpiai aranyérmes, a Szovjetunió háromszoros női sakkbajnoka (1966, 1968, 1969), Grúzia háromszoros bajnoka, nemzetközi versenybíró, a Nemzetközi Sakkszövetség (FIDE) funkcionáriusa, újságíró.

## Sakkpályafutása
A női nemzetközi nagymesteri címet 1976-ban kapta meg. Kétszer szerepelt a világbajnoki döntőben. Először az 1975-ös női sakkvilágbajnokságon Nona Gaprindasvilitől szenvedett 8,5−3,5 arányú vereséget, másodszor 1981-ben, amikor Maia Csiburdanidze ellen 8−8 arányú döntetlent ért el, azonban a kiírás szerint pontegyenlőség esetén a világbajnok megtartotta címét. 2006. április óta nem vesz részt a Nemzetközi Sakkszövetség (FIDE) által nyilvántartott versenyeken. Utolsó Élő-pontszáma 2342 volt.
1986−2001 között a FIDE női bizottságának elnöke volt, 1994−1998 között a FIDE Központi Bizottságának tagja, 1989−1991 között a nagymestereket tömörítő International Grandmaster's Assotiation (GMA) női tanácsának elnöke. Nevéhez fűződik a korosztályos ifjúsági világbajnokságok megszervezése (korábban csak junior világbajnokságot rendeztek). Az Európa Tanácsban a sport, a tolerancia és a fair play nagykövete. Népszerű szakújságíró, grúz, orosz és angol nyelven rendszeresen jelentek meg publikációi a világ különböző nagy példányszámú sakkfolyóirataiban. Két könyve jelent meg grúz, orosz és angol nyelven, és egy filmet is készített a grúz sakkozónőkről Georgian Gambit (Grúz csel) címen, amely grúz, angol és német nyelven került forgalomba.
Négyéves korában tanulta meg a sakklépéseket matematikus apjától. Tízéves korától kezdett komolyabban foglalkozni vele, és fél évvel később már Tbiliszi lánybajnoka lett. Ugyanott, a Tbiliszi Úttörőpalota sakkszakosztályában szerezte meg az alapokat, mint a világbajnok Tigran Petroszján. 1963-ban, 14 éves korában szerepelt először a Szovjetunió sakkbajnokságán. 1964-ben lett először Grúzia sakkbajnoka, amellyel jogot szerzett, hogy elindulhasson a világbajnokjelöltek versenyének küzdelemsorozatán. Húszéves korára már a világ legerősebb női sakkbajnoksága háromszoros győztesének mondhatta magát, miután 1966-ban, 1968-ban és 1969-ben megnyerte azt.
Nyolc világbajnoki ciklusban vett részt 1966−1988 között, amely közül két alkalommal is a döntőbe jutott és a világbajnoki címért játszhatott. 1969−1986 között hat alkalommal játszott a Szovjetunió válogatottjában a sakkolimpián, és csapatban mind a hat alkalommal aranyérmet szerzett, emellett egyéniben is négy alkalommal volt a mezőny legjobbja. Az 1992-ben, 1994-ben és 1996-ban olimpiai bajnokságot nyerő Grúzia női sakkválogatottjának kapitánya volt.

### Szereplései a világbajnokságokon
Az 1967–1969-es világbajnoki ciklusban az 1967-ben Szabadkán rendezett világbajnokjelöltek versenyén kapott lehetőséget első alkalommal a világbajnoki címért folyó versengésre. A 18 résztvevős tornán a 7−9. helyen végzett.
Az 1970–1972-es világbajnoki ciklusban az első helyen végzett az 1971-ben Ohridban rendezett zónaközi versenyen, ezzel továbbjutott a legjobb négy versenyző közé, akik páros mérkőzésen döntötték el egymás között, hogy ki lehet a világbajnoki címet védő Nona Gaprindasvili kihívója. A négy között 5,5−4,5-re legyőzte a jugoszláv Milunka Lazarevicet, majd a döntőben 6,5−2,5 arányban alul maradt Alla Kusnyirral szemben.
Az 1973–1975-ös világbajnoki ciklusban a Menorcában rendezett zónaközi versenyen a 2−5. helyen végzett, majd a rájátszásban kivívta a jogot, hogy a legjobb négy versenyző közötti páros mérkőzéses szakaszban részt vegyen. Itt először a szovjet Marta Lityinszkaja-Shul ellen győzött 5,5−2,5 arányban, majd a döntőben az ugyancsak szovjet Irina Levityina ellen a rájátszás utáni 9−8 arányú győzelmével a világbajnoki címet védő Nona Gaprindasvili kihívója lett. A világbajnoki döntőt Gaprindasvili 8,5−3,5 arányban megnyerte, ezzel megvédte címét.
Az 1978-as női sakkvilágbajnokságon az előző világbajnoki döntő résztvevőjeként közvetlenül a világ nyolc legjobb női sakkozója részvételével rendezett kieséses rendszerű világbajnokjelölti párosmérkőzéses szakaszban indulhatott, ahol a negyeddöntőben a később a világbajnoki címet is megszerző Maia Csiburdanidze ütötte el a továbbjutástól.
Az 1979–1981-es világbajnoki ciklusban az 1979-ben Rio de Janeiróban rendezett zónaközi versenyen a 3. helyet szerezte meg, ezzel továbbjutott a legjobb nyolc versenyző részvételével kieséses formában zajló világbajnokjelöltek versenyére.  Itt először Jelena Ahmilovszkaja ellen győzött 5,5−3,5-re, majd Marta Lityinszkaja-Shul ellen 7−5-re, majd a döntőben Nana Ioszeliani ellen 6,5−2,5-re, ezzel másodszor vívta ki a jogot, hogy a világbajnok kihívója legyen. A világbajnoki döntőre 1981-ben Borzsomiban és Tbilisziben került sor, amely 8–8 arányú döntetlen eredménnyel ért véget. A döntetlen eredménnyel a szabályok szerint a világbajnok Csiburdanidze megvédte címét.
Az 1982–1984-es világbajnoki ciklusban az előző világbajnoki döntő résztvevőjeként közvetlenül a világ nyolc legjobb női sakkozója részvételével rendezett kieséses rendszerű világbajnokjelölti párosmérkőzéses szakaszban indulhatott. Itt először 5,5−4,5 arányban legyőzte az ezúttal már svájci színekben versenyző korábbi szovjet állampolgár Tatyjana Lemacskót, majd az elődöntőben 7,5−6,5 arányban alulmaradt a később a világbajnok kihívásának jogát is megszerző Irina Levityina ellenében.
Az 1985–1986-os világbajnoki ciklusban az első helyen végzett az 1985-ben Havannában rendezett zónaközi versenyen, mellyel továbbjutott a legjobb nyolc versenyző részvételével ezúttal kétfordulós körmérkőzéses formában rendezett világbajnokjelölti versenyre. A versenyen a győztes Jelena Ahmilovszkaja mögött a második helyen végzett.
Az 1987–1988-as világbajnoki ciklusban az előző világbajnoki versenysorozat döntőseként közvetlenül a világbajnokjelöltek versenyén indulhatott,  ahol kétfordulós körmérkőzéses versenyen mérkőztek meg a világbajnok kihívásának jogáért. A versenyt Nana Ioszeliani nyerte, Alekszandria az ötödik helyen végzett.
Az 1989–1991-es világbajnoki ciklusban a Genting Highlanden megrendezett zónaközi versenyen a 9–10. helyen végzett.

### Szereplései a sakkolimpiákon
1969 és 1986 között hat sakkolimpián vett részt, amelyeken csapatban minden alkalommal aranyérmet szereztek, emellett egyéniben is négy alkalommal bizonyult táblája legjobbjának.
| Év   | Olimpia             | Helyszín                         | Tábla    | Győzelem | Vereség | Döntetlen | %    | Helyezés egyéni | Helyezés csapat |
| 1969 | 4. női sakkolimpia  | Lublin ( Lengyelország)          | Tart.    | 8        | 1       | 0         | 88,9 | Aranyérem       | Aranyérem       |
| 1974 | 6. női sakkolimpia  | Medellín ( Kolumbia)             | 2.       | 6        | 1       | 1         | 81,3 | Aranyérem       | Aranyérem       |
| 1978 | 8. női sakkolimpia  | Buenos Aires ( Argentína)        | 3.       | 7        | 1       | 2         | 80,0 | Aranyérem       | Aranyérem       |
| 1980 | 9. női sakkolimpia  | La Valletta ( Málta)             | 3.       | 3        | 3       | 2         | 50   | 23.             | Aranyérem       |
| 1982 | 10. női sakkolimpia | Luzern ( Svájc)                  | 2.       | 6        | 0       | 3         | 83,3 | Aranyérem       | Aranyérem       |
| 1986 | 12. női sakkolimpia | Dubaj ( Egyesült Arab Emírségek) | 1. tart. | 5        | 1       | 4         | 70   | 4.              | Aranyérem       |

### További csapateredményei
A Női Bajnokcsapatok Európa Kupájában a Merani Tbiliszi csapatával 1996-ban 1. helyezést ért el.
A Szovjetunió csapatbajnokságában Grúzia válogatottjával a legjobb eredményt 1985-ben érték el, amikor a csapat ezüstérmet szerzett. Egyénileg 1969-ben és 1985-ben a csapat női játékosaként a mezőny legjobb eredményét érte el, 1975-ben bronzérmet szerzett.
A Szovjet Kupában a Burevestnik csapatával 1976-ban arany, 1978-ban ezüst, 1982-ben és 1984-ben bronzérmet szerzett, egyéni teljesítményével 1976-ban arany, 1978-ban ezüst és 1984-ben bronzérmes lett.

### Kiemelkedő egyéni versenyeredményei
Pályafutása során mintegy húsz nemzetközi versenyen végzett az első helyen.
1969-ben az első helyet szerezte meg Belgrádban az erős nemzetközi női versenyen. 1970-ben megnyerte a Vrnjacka Banján rendezett 2. Europe Ladies' Cup versenyt, ugyanebben az évben az Európai Országok Bajnokainak Kupája győztese lett.
1976-ban Budapesten az első helyen végzett. 1979-ben Belgrádban végzett az élen, 1983-ban Jajcéban nyert meg egy erős női versenyt. 1986-ban megnyerte a Bielben rendezett női nemzetközi versenyt.
A 2000-ben Batumiban kieséses rendszerben rendezett I. női sakk-Európa-bajnokságon a 2. körben szenvedett vereséget a később ezüstérmes Jekatyerina Kovalevszkajától. 2004-ben a XIV. Szenior női sakkvilágbajnokságon a 3−4. helyet szerezte meg. 2005-ben holtversenyben az első helyen végzett Jakartában a Jababeka nemzetközi női versenyen, majd ugyanezen év végén a generációk sakkversenyén Nona Gaprindasvili mögött a második helyet szerezte meg.

## Megjelent művei
- 8:8 – Victory and Defeat (2005) orosz és grúz nyelven
- Georgian Women Chess Phenomenon (angol nyelven)
- Filmje: Georgian Gambit (Grúz csel) grúz, angol és német nyelven került forgalomba

## Emlékezete
- Nevét viseli szülővárosában Potiban az általa alapított gyermek sakkiskola[5]
- 2006 óta minden évben megrendezik a Nana Alekszandria Kupa versenysorozatát, amelyen korosztályonként mérik össze az erejüket az ifjúsági korú sakkversenyzők.[5]